# Юрга (приток Тобола)
Юрга — река в Тюменской области России, приток Тобола.
Длина — 127 км, площадь водосборного бассейна — 1640 км².
Протекает по территории Юргинского, Ялуторовского и Ярковского районов. Впадает в Тобол в 289 км от его устья по правому берегу. Основные притоки — Супруг и Укроп. На реке расположен районный центр — село Юргинское.
Ширина реки в нижнем течении — 10—15 м, глубина — 1,5 м, скорость течения — 0,2 м/с, дно вязкое. По данным наблюдений с 1947 по 1956 год среднегодовой расход воды в 108 км от устья составляет 0,29 м³/с, максимальный расход приходится на апрель, минимальный — на январь.

## Притоки
(указано расстояние от устья)
- 60 км: Супруг
- 74 км: Укроп
- 85 км: Каменка
- 105 км: Ахмыль
- 117 км: Хмелевка

## Данные водного реестра
По данным государственного водного реестра России и геоинформационной системы водохозяйственного районирования территории РФ, подготовленной Федеральным агентством водных ресурсов:
- Бассейновый округ — Иртышский
- Речной бассейн — Иртыш
- Речной подбассейн — Тобол (российская часть бассейна)
- Водохозяйственный участок — Тобол от впадения реки Исеть до устья, без рек Тура, Тавда